# 貝恩德
貝恩德爵士，KCMG，FRSA（英語：Sir Robert Andrew Burns，1943年7月21日—），英國外交官，1965年至2003年間於外交部工作，歷任助理國務次官（亞洲）、英國駐以色列大使及副國務次官等職，1997年至2000年任第二任英國駐港總領事，後於2000年至2003年任英國駐加拿大高級專員。貝恩德1997年獲封爵士，2005年至2006年任BBC國際理事，2004年起任倫敦大學皇家哈洛威學院校董會主席。

## 生平

### 早年生涯
貝恩德在1943年7月21日出生，為羅伯特·伯恩斯，CB，CMG（Robert Burns）及瑪麗·古德蘭（Mary Goodland）所生的長子。貝恩德早年入讀海格特学校，後來升讀劍橋大學三一學院，修讀古典文學，並先後取得文學士及文學碩士學位。

### 外交生涯
貝恩德在1965年加入英國外交部，最初獲派往紐約的英國駐聯合國代表團中任職，1966年調任外交部辦公室工作，1966年至1967年於倫敦大學亞非學院深造，1967年又於印度的德里大學進修。自1967年至1976年間，他先後於英國外交部駐新德里的辦公機構，以及歐洲安全與合作組織英國代表團中供職。在1976年至1978年，貝恩德到布加勒斯特的英國駐羅馬尼亞大使館任一等秘書兼衡平科主管，後於1979年至1982年調返外交部，出任外交部常務次官之私人秘書，同時擔任外交司司長。
在1982年至1983年間，貝恩德在哈佛大學國際事務中心擔任院士，隨後自1983年至1986年出任紐約的英國情報服務部總監，同時於華盛頓的英國駐美國大使館任情報顧問。貝恩德在1986年至1988年重返外交部本部任南亞司司長，復於1988年至1990年任新聞司司長。在1990年至1992年，貝恩德出任外交部助理國務次官（亞洲），此後在1992年至1995年外調為英國駐以色列大使，上任時獲授CMG勳銜。在1995年至1997年，他復升任外交部副國務次官。在1997年，貝恩德獲英女皇授予KCMG勳銜，成為爵士，同年11月接替鄺富劭出任第二任英國駐香港及澳門總領事。貝恩德在2000年6月卸任，並在2000年至2003年出任英國駐加拿大高級專員，之後退出外交工作。

### 退休生涯
退出外交部後，貝恩德爵士自2004年至2005年出任英以協會（Anglo-Israel Association）行政委員會主席，2004年起任英國北美委員會（British North America Committee）委員，同年起又任英國北美研究協會會員，他自2006年起任英國專業技術組織（British Expertise）的顧問局主席。至於在教育方面，貝爵士在2003年獲委為倫敦大學皇家哈洛威學院校董，翌年起出任校董會主席，此外又於2007年起擔任大學主席委員會副主席。貝恩德自2004年開始出任英屬哥倫比亞大學英國基金的信託人，同年起任加英學術報告會（Canada UK Colloquia）主席。另外，他亦在2004年起任赫斯特坎布花園信託主席，以及自2006年起任國際極地基金會英國信託人。
貝恩德曾自2005年至2006年任BBC國際理事（International Governor），2003年起任JP摩根中國投資信託董事，2008年起出任ABAA投資信託（Aberdeen All Asia Investment Trust）董事。

## 家庭
貝恩德在1973年娶莎拉·卡多根（Sarah Cadogan）為妻，莎拉本身擁有太平紳士頭銜，兩人育有兩名兒子，以及一名養女。貝恩德的興趣包括音樂、戲劇以及到埃克斯穆（Exmoor）郊遊，他本身為皇家汽車會及香港會等會會員。

## 部份著作
- Diplomacy, War and Parliamentary Democracy, 1985.

（《外交、戰爭與議會民主》，1985年。）
註：為方便讀者，以上中文書名皆由維基編輯自行翻譯，絕不是指這些著作備有中文譯本，讀者亦不應視以上譯名為中文版書名。

## 榮譽
- C.M.G. （1992年）
- K.C.M.G. （1997年）
- F.R.S.A. （1997年）
- 波特蘭信託院士 （2004年）

## 外部連結
- 英國駐香港及澳門總領事館 （页面存档备份，存于）
- 皇家哈洛威學院（页面存档备份，存于）
- 英屬哥倫比亞大學英國基金會[]
- 英國北美委員會
- 英國專業技術組織
- 赫斯特坎布花園信託 （页面存档备份，存于）

| 外交職務               | 外交職務                                 | 外交職務             |
| ---------------------- | ---------------------------------------- | -------------------- |
| 前任： 馬克·埃利奧特   | 英國駐以色列大使 1992年-1995年           | 繼任： 大衛·曼寧爵士 |
| 前任： 鄺富劭          | 第2任英國駐港總領事 1997年11月-2000年6月 | 繼任： 何進爵士      |
| 前任： 安東尼·古迪纳夫 | 英國駐加拿大高級專員 2000年-2003年       | 繼任： 大衛·雷德威   |